# Walter Trautzsch
Walter Ehrengott Trautzsch (* 16. März 1903 in Lengefeld (Erzgeb.); † 23. September 1971 in Leipzig) war ein deutscher antifaschistischer Widerstandskämpfer und von 1936 bis 1939 Thälmann-Kurier.

## Leben
Walter Trautzsch wurde in einer Arbeiterfamilie als sechstes von sieben Kindern geboren. Der Vater arbeitete als Weber und Maurer, die Mutter war Weberin. Nach Abschluss der Volksschule lernte er Metalldrücker und arbeitete bis 1929 in seinem Beruf in verschiedenen deutschen Städten, dann wurde er erwerbslos. 1923 wurde er Mitglied der KPD und nahm am Hamburger Aufstand teil. Daraufhin wurde er verhaftet und blieb bis Dezember 1923 in Haft. Seit 1926 hatte Trautzsch Verbindung zum Geheimapparat der KPD. 1929 wurde er Leiter des Erwerbslosenausschusses in Lengefeld, 1931 Leiter des örtlichen Antifaschistischen Kampfbunds. Als Mitglied einer Delegation der Universum-Bücherei reiste Trautsch in die Sowjetunion. Im November 1932 wurde Trautzsch zum KPD-Stadtverordneten in seiner Heimatstadt Lengefeld gewählt. Bereits am 3. März 1933 wurde Trauzsch von der SA verhaftet und als einer der ersten „Schutzhäftlinge“ ins KZ Colditz und später ins KZ Sachsenburg verschleppt. Nach der Entlassung im September 1934 wurde er Leiter einer illegalen kommunistischen Widerstandsgruppe in Lengefeld und Umgebung. Im September 1935 emigrierte Trautzsch in die Sowjetunion und nahm unter dem Namen Paul Wittig an der Brüsseler Konferenz der KPD teil.
Anschließend emigrierte er in die Tschechoslowakei und erhielt von Hermann Nuding den Auftrag, künftig als Kurier über Rosa Thälmann die Verbindung zu Ernst Thälmann herzustellen. Von September 1936 bis Februar 1939 war Trautzsch unter dem Parteinamen Edwin „Thälmann-Kurier“, reiste zwischen Paris, Prag, Berlin sowie Hamburg und hielt so über Rosa Thälmann die Verbindung zwischen dem verhafteten Ernst Thälmann und der Emigrationsleitung der KPD. Insgesamt reiste er so in Abständen von vier bis sechs Wochen etwa 18 mal illegal ins Deutsche Reich. Zwischen den Einsätzen lebte er abgeschottet in verschiedenen Hotels in Paris. Seine unmittelbaren Vorgesetzten waren u. a. Walter Ulbricht, Franz Dahlem, Anton Ackermann, Hermann Nuding und Paul Bertz. Seine diktierten Berichte erhielt Hermann Nuding, der sie redigiert nach Moskau weiterleitete.
Als Walter Trautzsch am 16. Februar 1939 beim Grenzübertritt in Aachen festgenommen wurde, hatte er einen Schweizer Pass auf den Namen Wilhelm Bossard bei sich. Doch die Gestapo nahm ihm nicht ab, dass er zum französischen Geheimdienst gehöre. Nun gab er zu, Mitglied der illegalen KPD in Frankreich zu sein, was mit der Pariser Leitung abgesprochen war, um zu verhindern, dass seine Tätigkeit als Thälmann-Kurier bekannt wurde. Er ging zum Schein auf das Angebot der Gestapo ein, als ihr V-Mann in Frankreich zu arbeiten, informierte darüber in Paris sofort die KPD-Leitung. Seine ausführliche Stellungnahme zur Festnahme und Anwerbung ging in den Wirren des Kriegsausbruchs verloren, und so konnte später die gefahrvolle Vermutung, Trautzsch sei ein Verräter, nicht glaubhaft entkräftet werden. Die für viele deutsche Kommunisten todbringende Einladung zum Rapport nach Moskau ignorierte der erkrankte „Doppelagent“ einfach.
Nach dem Beginn des Zweiten Weltkriegs wurde er in Frankreich interniert. 1940 gelang ihm die Flucht über Belgien in die Schweiz. Hier arbeitete er als Tscheche Kurt Schneider u. a. mit Maria Weiterer, Leo Bauer und Fritz Sperling zusammen. Er heiratete die Schweizerin Rosemarie Muggli (1918–1974).
1946 kehrte er mit seiner Frau nach Deutschland zurück. Er war 1947/48 Vorsitzender der SED im Kreis Glauchau und anschließend in verschiedenen anderen Parteifunktionen tätig. 1954 wurde er jedoch nach einer Überprüfung durch die Zentrale Parteikontrollkommission aufgrund der Gestapoverpflichtung und als ehemaliger „Westemigrant“ aus dem Kontrollapparat der Partei entfernt. Er wurde Kaderleiter, Hilfsarbeiter in der Landwirtschaft und Fahrstuhlführer. Zuletzt wurde er nach häufigen Krankheiten 1959 Invalidenrentner. Erst 1964 wurde seine Tätigkeit mit dem Vaterländischen Verdienstorden in Silber gewürdigt.
Seine Nichte war die langjährige Leiterin des Büros des Politbüros des ZK der SED Gisela Glende.